# مطار قرقشونة
مطار قرقشونة أو قرقسونة أو كركسون (الفرنسية: Aéroport de Bastia Poretta) (إياتا: CCF، إيكاو: LFMK). هو مطار يخدم قرقشونة وجنوب لانغدوك.

## الموقع
يقع المطار على الطرف الغربي من المدينة ، على بعد 3 كم (2 ميل بحري) من وسط المدينة ، في قسم Aude من منطقة لانغدوك روسييو في فرنسا. ويعرف أيضًا باسم مطار سالفازا ، مطار قرقشونة سالفازا  أو مطار قرقشونة في بايز كاثار (Aéroport de Carcassonne en Pays Cathare). يتعامل المطار مع الرحلات الجوية الدولية والمحلية بالإضافة إلى حركة الطيران الخاصة وغير المنتظمة.